# Величко Володимир Сидорович
Володи́мир Си́дорович Вели́чко (нар. 1922 — пом. 29 жовтня 1944) — командир мінометної роти 722-го стрілецького полку 206-ї стрілецької дивізії 47-ї армії Воронезького фронту, старший лейтенант. Герой Радянського Союзу (1944).

## Біографія
Народився у 1922 році в селі Новокрасне Благодатненського району Одеської області (тепер — Арбузинський район Миколаївської області) в селянській родині. Росіянин.
Після закінчення школи працював електромонтером на картинній фабриці в місті Рогачов Гомельської області Білорусі.
Призваний до РСЧА у 1941 році. Закінчив Гомельське військове піхотне училище.
Учасник Радянсько-німецької війни з 1942 року. Воював на Воронезькому та 1-му Українському фронтах.
Особливо відзначився під час форсування Дніпра у вересні 1943 року. У нагородному листі, підписаному командиром 722-го стрілецького полку 206-ї стрілецької дивізії, зокрема написано:

| «Товариш Величко під час форсування ріки Дніпро 25 вересня 1943 року в районі села Келеберда під артилерійським і мінометним вогнем супротивника одним з перших переправив мінометну роту на західний берег Дніпра і, вибравши зручний вогневий рубіж, відкрив нищівний мінометний вогонь по ворогу. Цим самим він забезпечив форсування ріки Дніпро підрозділами полку без втрат. 27 вересня під час атак висоти 225.0 знищив до 70 гітлерівців. А 12 жовтня під час бою за висоту 243.2 особисто знищив три кулеметні бункери супротивника...» |
Указом Президії Верховної Ради СРСР від 3 червня 1944 року за зразкове виконання бойових завдань командування на фронті боротьби з німецько-фашистськими загарбниками й виявлені при цьому мужність і героїзм, старшому лейтенанту Величку Володимиру Сидоровичу надано звання Героя Радянського Союзу з врученням ордена Леніна і медалі «Золота Зірка» .
Та не встиг Герой отримати заслужену нагороду. З невідомих причин він був направлений до окремого штрафного батальйону 1-го Українського фронту (командир батальйону — гвардії підполковник Лисенко) й 29 жовтня 1944 року зник безвісти на території Чехословаччини.

## Нагороди
- Медаль «Золота Зірка» Героя Радянського Союзу;
- Орден Леніна;
- Орден Червоної Зірки (12.08.1943).